# Montagne des Lignes
Montagne des Lignes är ett berg i Kanada.   Det ligger i provinsen Québec, i den sydöstra delen av landet, 400 km öster om huvudstaden Ottawa. Toppen på Montagne des Lignes är 857 meter över havet, eller 67 meter över den omgivande terrängen. Bredden vid basen är 1,6 km.
Terrängen runt Montagne des Lignes är kuperad åt sydost, men åt nordväst är den platt. Runt Montagne des Lignes är det mycket glesbefolkat, med 2 invånare per kvadratkilometer..
I omgivningarna runt Montagne des Lignes växer i huvudsak blandskog.